# Formula E
Formula E (službeno: ABB FIA Formula E World Championship) je automobilističko natjecanje koje organizira Međunarodna automobilistička federacija (FIA), a 2014./2015. je bila prva sezona. Tek od sezone 2020./2021. natjecanje ima status svjetskog prvenstva, a do tada se nazivalo FIA Formula E Championship.
Bolidi Formule E su električni trkaći automobili. Prva utrka održana je u Pekingu, 13. rujna 2014. Sve utrke Formule E održavaju se u gradskom okružju da bi se uličnim utrkama promovirala zelena tehnologija. U prve četiri sezone natjecanja svaka momčad imala je po četiri bolida i dva vozača, tako da je svaki vozač tijekom utrke koristio dva bolida zbog ograničene potrošnje energije pohranjene u akumulatoru koja nije bio dovoljan za cijelu utrku. Od sezone 2018./19. koristila se nova šasija s jačom baterijom kojom je bolid odvozio cijelu utrku bez ikakvih zamjena. Po novim pravilima utrke se održavaju na vremenski rok od 45 minute plus jedan krug, te bolidu u tom vremenu prijeđu manje-više malo iznad stotinu kilometara.
Formuli E popularnost raste, ali nije toliko popularna među nekim vozačima. Svejedno, dosad je kroz osam sezona sudjelovalo čak 29 bivših vozača Formule 1.

## Prvaci

### Vozači
| Sezona      | Vozač                  | Momčad                     | Bolid                             |
| ----------- | ---------------------- | -------------------------- | --------------------------------- |
| 2014. – 15. | Nelson Piquet Jr.      | NEXTEV Team China Racing   | Spark-Renault SRT_01E             |
| 2015. – 16. | Sébastien Buemi        | Renault e.dams             | Spark-Renault Z.E 15              |
| 2016. – 17. | Lucas di Grassi        | ABT Schaeffler Audi Sport  | Spark-ABT Schaeffler FE02         |
| 2017. – 18. | Jean-Éric Vergne       | Techeetah                  | Spark-Renault Z.E. 17             |
| 2018. – 19. | Jean-Éric Vergne       | DS Techeetah               | Spark-DS E-Tense FE 19            |
| 2019. – 20. | António Félix da Costa | DS Techeetah               | Spark-DS E-Tense FE 20            |
| 2020. – 21. | Nyck de Vries          | Mercedes-EQ Formula E Team | Spark-Mercedes-EQ Silver Arrow 02 |
| 2021. – 22. | Stoffel Vandoorne      | Mercedes-EQ Formula E Team | Spark-Mercedes-EQ Silver Arrow 02 |
| 2022. – 23. | Jake Dennis            | Avalanche Andretti         | Spark Gen3-Porsche 99X Electric   |

### Momčadi
| Sezona      | Momčad                     | Bolid                             |
| ----------- | -------------------------- | --------------------------------- |
| 2014. – 15. | e.dams Renault             | Spark-Renault SRT_01E             |
| 2015. – 16. | Renault e.dams             | Spark-Renault Z.E 15              |
| 2016. – 17. | Renault e.dams             | Spark-Renault Z.E 16              |
| 2017. – 18. | Audi Sport ABT Schaeffler  | Spark-Audi e-tron FE04            |
| 2018. – 19. | DS Techeetah               | Spark-DS E-Tense FE 19            |
| 2019. – 20. | DS Techeetah               | Spark-DS E-Tense FE 20            |
| 2020. – 21. | Mercedes-EQ Formula E Team | Spark-Mercedes-EQ Silver Arrow 02 |
| 2021. – 22. | Mercedes-EQ Formula E Team | Spark-Mercedes-EQ Silver Arrow 02 |
| 2022. – 23. | Envision Racing            | Spark Gen3-Jaguar I-Type 6        |

## Pobjednici
| Pobjede | Vozač                  |
| ------- | ---------------------- |
| 13      | Lucas di Grassi        |
| 13      | Sébastien Buemi        |
| 11      | Sam Bird               |
| 11      | Jean-Éric Vergne       |
| 10      | Mitch Evans            |
| 8       | António Félix da Costa |
| 6       | Edoardo Mortara        |
| 5       | Jake Dennis            |
| 5       | Pascal Wehrlein        |
| 5       | Nick Cassidy           |
| 4       | Maximilian Günther     |
| 4       | Nyck de Vries          |
| 3       | Nicolas Prost          |
| 3       | Jérôme d'Ambrosio      |
| 3       | Felix Rosenqvist       |
| 3       | Stoffel Vandoorne      |
| 2       | Nelson Piquet Jr.      |
| 2       | Daniel Abt             |
| 2       | Robin Frijns           |
| 1       | Alexander Sims         |
| 1       | Oliver Rowland         |
| 1       | Alex Lynn              |
| 1       | Norman Nato            |

## Vanjske poveznice
- FIA Formula E World Championship - Official website